# بندر نوشهر

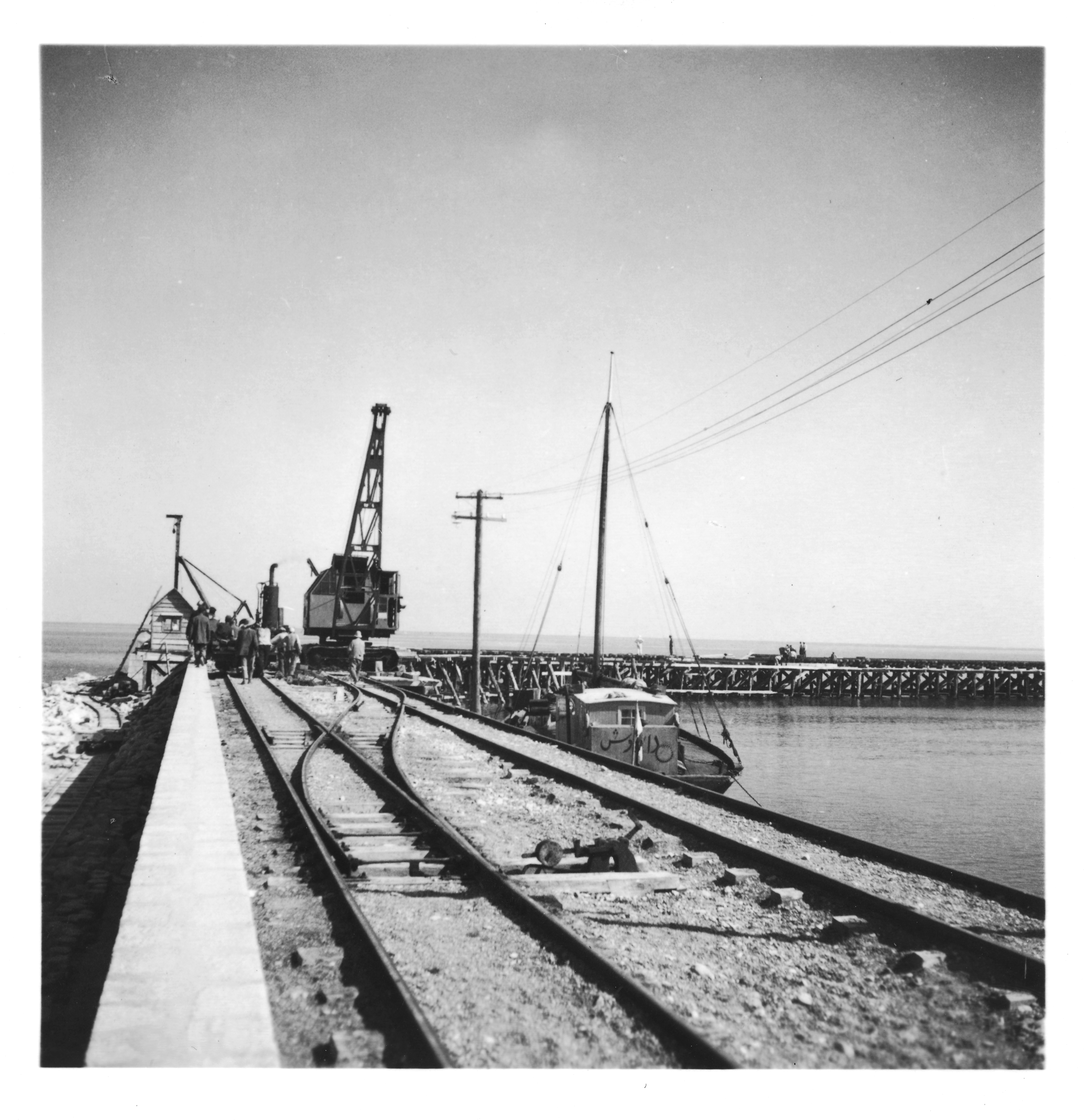
بندر ده نو، نوشهر، سال ۱۳۱۴، از آنه ماری شوارتسنباخ

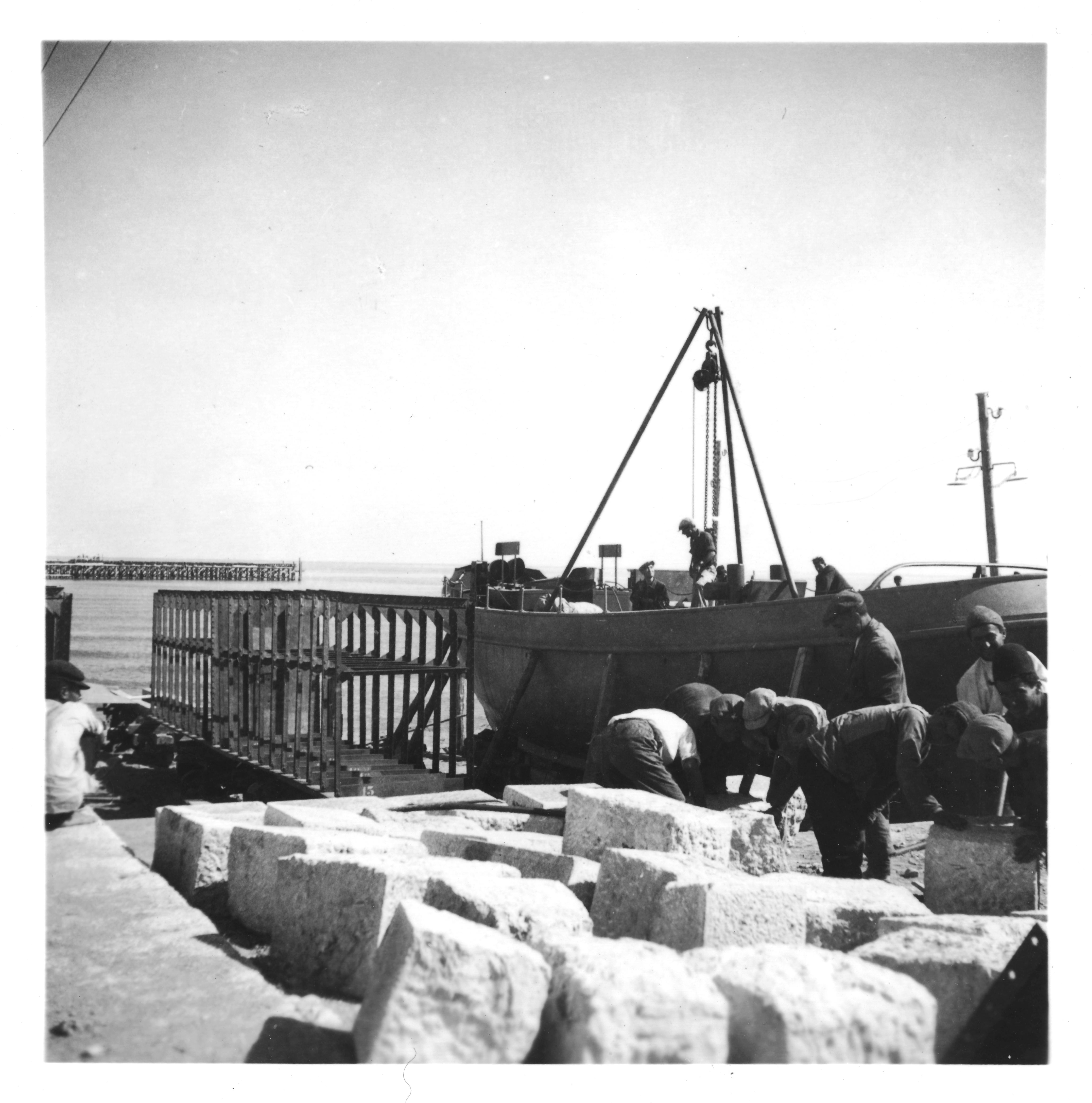

بندر نوشهر یکی از مهم‌ترین بندرهای اقتصادی و تجاری ایران است که سالانه حجم زیادی کالا از طریق این بندر مبادله می‌شود. بندر نوشهر قدیمی‌ترین بندر مازندران و نزدیکترین بندر به پایتخت ایران است و مجهز به خطوط هوایی می‌باشد. فاصله این بندر تا تهران ۱۴۰کیلومتر می‌باشد. بندر نوشهر براساس میزان تخلیه و بارگیری کالاها در سال ۱۴۰۱، به عنوان سومین بندر پرتردد شمال ایران و دوازدهمین بندر پرتردد کشور بشمار می‌رود.

## تاریخچه
ساخت بندر نوشهر در سال ۱۳۰۹ هجری خورشیدی با مشارکت شرکتهای بورورکس (هلند) و آگرمن (بلژیک) آغاز شد و در سال ۱۳۱۸خورشیدی به بهره‌برداری رسید. اولین محموله‌ای که در این بندر تخلیه شده است قطعات و ماشین‌آلات کارخانه ذوب آهن کرج بود که از روسیه با یک کشتی تجاری به ظرفیت ۱۰۰۰تن بارگیری شده بود. سالیانه حداقل ۵۰۰فروند کشتی در این بندر تردد می‌کنند.

## ویژگی‌ها
- نزدیکترین بندر به مراکز تولیدی و صنعتی مهم کشور در استان تهران، استان سمنان، استان خراسان، استان مرکزی
- شرایط اقلیمی مناسب جهت صادران مواد خوراکی به کشورهای روسیه، آسیای میانه و منطقه قفقاز
- وجود فرودگاه جهت پروازهای داخلی در فاصله دو کیلومتری بندر
- کوتاه شدن مسیر دریایی به کشورهای اروپایی و آسیای میانه از نظر مسافت و زمان
- برخورداری از حدود ۳۰٬۰۰۰متر مربع انبار مسقف
- برخورداری از تجهیزات تخلیه و بارگیری و مخابراتی با فناوری مدرن و پیشرفته[۳]

## فاصله تا سایر بندرهای دریای کاسپین
- هر مایل ۱۸۵۲ متر است.

## کالاهای وارداتی و صادراتی

### واردات
عمده کالاهای وارداتی عبارتند از: غلات، مواد شیمیایی، مواد معدنی، آهن‌آلات، مصالح ساختمانی، لوازم یدکی، مواد نفتی، فلزات غیر آهنی، مصنوعات فلزی، کاغذ و مقوا، چوپ و تخته، کانتینر پر، کانتینر خالی، لاستیک و پلاستیک، پارچه و الیاف، کالای متروکه و متفرقه

### صادرات
تره بار، خشکبار، محصولات دامی و گیاهی، مواد معدنی، فلزات غیرآهنی، کالای سوپر مارکتی، کانتینر پر و خالی، کالای متفرقه